# Kayla Green
Kayla Green (Moscú, 26 de agosto de 1983) es una actriz pornográfica y modelo erótica rusa.

## Biografía
Kayla Green, nombre artístico de la actriz, nació en Moscú en agosto de 1983, estando todavía vigente el régimen de la Unión Soviética. No se conocen muchos datos sobre su biografía anterior a 2013, año en que se mudó a Budapest (Hungría) para entrar en la industria pornográfica, en la que debutó a los 30 años.
Al igual que otras tantas actrices que comenzaron con más de treinta años en la industria, por su físico, edad y atributos fue etiquetada como una actriz MILF.
Ha trabajado para productoras del sector europeas y estadounidenses como Babes, 21Sextury, Naughty America, Digital Playground, Evil Angel, Explicit Empire, Marc Dorcel, Private, Reality Kings, Brazzers, Mile High o Doghouse Digital, entre otros.
En abril de 2013 grabó su primera escena de doble penetración en la película Tuff Girl. Al año siguiente, en junio de 2014, rodó también su primer gang bang en 4 On 1 Gangbangs 3.
Ha rodado más de 270 películas como actriz.
Algunas películas suyas son Anal Cougars, Big Busty Babes, Dream Teams 4, Explicit Milf, Footballers' Moms, Her First MILF 20, MILF Secretaries, Stepmom Lessons, Tattoo Fever, Total Anal 2 o Wanna Have Sex.

## Premios y nominaciones
| Año  | Ceremonia           | Resultado | Premio                         | Trabajo          |
| ---- | ------------------- | --------- | ------------------------------ | ---------------- |
| 2016 | Spank Bank Awards   | Nominada  | Imported Temptress of the Year | —                |
| 2018 | Premios XBIZ Europa | Nominada  | Mejor escena de sexo gonzo     | Inked Perfection |